# Peter Koene
Peter Koene (Delft, 20 april 1948 – De Bilt, 9 juni 2013) was vertolker van Nederlandse liedjes van de middeleeuwen tot heden, en voorzitter van de Stichting Volksmuziek Nederland.
Hij raakte in zijn seminarietijd in de ban van Amerikaanse folkmuziek, met name Pete Seeger, en zong zijn liederen in Folkclub ’65 in Amsterdam, en in de Jongerenkerk in Delft. Ook raakte hij betrokken bij de Toneelwerkgroep Proloog in Eindhoven. Die maakte vormingstheater, later Politiek Activerend Theater genoemd. In 1976 vormde hij samen met Jan Smeets en anderen de muziekgroep Werktuig.
In de jaren tachtig was hij ook actief als redacteur van het blad voor strijdmuziek Solied.
Later richtte hij de Foo Foo Band op samen met Bert Aalbers (accordeon, concertina, zang).
Het repertoire bestaat uit hartverscheurende ballades over scheepsrampen en aan wal achtergebleven vrouwen en liefjes. Ook speelde Koene in de groep Madlot, waarvan in oktober 2000 de cd Rozen aan mijn goed verscheen.
Koene stierf in 2013 op 65-jarige leeftijd.